# Майк Мак-Леод
Майк Маклеод  (англ. Mike McLeod, 25 січня 1952) — британський легкоатлет, олімпійський медаліст.

## Виступи на Олімпіадах
| Олімпіада         | Дисципліна           | Місце          |
| ----------------- | -------------------- | -------------- |
| Москва 1980       | біг на 10 000 метрів | 12             |
| Лос-Анджелес 1984 | біг на 10 000 метрів | 2              |
| Сеул 1988         | біг на 10 000 метрів | участь h1 r1/2 |

## Зовнішні посилання
- Досьє на sport.references.com [Архівовано 17 жовтня 2012 у Wayback Machine.]